# Boris Bugajew
Boris Pawłowicz Bugajew, ros. Борис Павлович Бугаев (ur. 29 lipca 1923 we wsi Mańkiwka, zm. 13 stycznia 2007 w Moskwie) – radziecki dowódca wojskowy, główny marszałek lotnictwa (1977), minister lotnictwa cywilnego ZSRR (1970–1987), członek Komitetu Centralnego KPZR (1971–1990), deputowany do Rady Najwyższej ZSRR 8., 9., 10. i 11. kadencji (1970–1989), Zasłużony Pilot ZSRR, dwukrotny Bohater Pracy Socjalistycznej (1966, 1983).

## Życiorys
Urodził się 29 lipca 1923 we wsi Mańkówka na terenie Ukraińskiej SRR, w rodzinie nauczycielskiej. W 1941 wstąpił do Armii Czerwonej. W latach 1941–1942 uczył się pilotażu w lotniczej eskadrze szkoleniowej, a w latach 1942–1943 był pilotem-instruktorem w szkole lotniczej w Aktobe.
W czasie II wojny światowej wypełniał zadania Centralnego Sztabu Partyzanckiego na Ukrainie. W latach 1943–1947 dowodził 215 eskadrą lotniczą. Od 1946 członek WKP(b)/KPZR.
W latach 1948–1957 był pilotem-instruktorem w porcie lotniczym Moskwa-Wnukowo. Od 1951 latał do wielu krajów świata, na pierwszych dalekich trasach Aerofłotu, m.in. do Wielkiej Brytanii, Indii, Indonezji, Kuby i USA. Przez długi czas był osobistym pilotem Leonida Breżniewa. W 1957 został mianowany dowódcą specjalnej jednostki lotnictwa cywilnego. Wykonywał loty samolotami rządowymi.
Od 1961 do 1966 studiował zaocznie w Wyższej Szkole Lotnictwa Cywilnego. W 1966 został wiceministrem lotnictwa cywilnego ZSRR, a rok później I wiceministrem w tym resorcie. Od 19 maja 1970 do 4 maja 1987 zajmował stanowisko ministra lotnictwa cywilnego ZSRR. Przyczynił się do rozwoju technologii rakietowej w lotnictwie. Od maja 1987 był Generalnym Inspektorem w Grupie Generalnych Inspektorów Ministerstwa Obrony ZSRR.
W latach 1970–1989 deputowany do Rady Najwyższej ZSRR od 8. do 11. kadencji. W latach 1971–1990 członek Komitetu Centralnego KPZR.
Zmarł 13 stycznia 2007 w Moskwie i został pochowany na Cmentarzu Nowodziewiczym.

## Odznaczenia
- Medal „Sierp i Młot” Bohatera Pracy Socjalistycznej – dwukrotnie (1966, 1983)
- Order Lenina – pięciokrotnie
- Order Rewolucji Październikowej
- Order Czerwonego Sztandaru – dwukrotnie
- Order Wojny Ojczyźnianej I klasy
- Order Czerwonej Gwiazdy
- Order „Za służbę Ojczyźnie w Siłach Zbrojnych ZSRR” III stopnia
- Order „Znak Honoru”
- Zasłużony Pilot ZSRR (1967)
- Nagroda Leninowska (1980)
- Nagroda Państwowa ZSRR (1972)